# Газоаналізатор
Газоаналізатор — прилад для визначення якісного і кількісного складу сумішей газів. Робота газоаналізатора основана на вимірюванні фізичних, фізико-хімічних характеристик газової суміші або її окремих компонентів.
На підприємствах вугільної промисловості застосовують газоаналізатори: автоматичні стаціонарні, автоматичні, напівавтоматичні та інтерферометричні переносні.
Автоматичні стаціонарні, автоматичні і напівавтоматичні переносні газоаналізатори призначені для безперервного автоматичного визначення вмісту метану в шахтній атмосфері, забезпечення при концентраціях метану 0,5-4% звукової і світлової сигналізації, а також автоматичного відключення електроенергії при гранично допустимій концентрації метану, безперервної передачі інформації про вміст метану в межах 0-2% і реєстрації її на поверхні шахти.

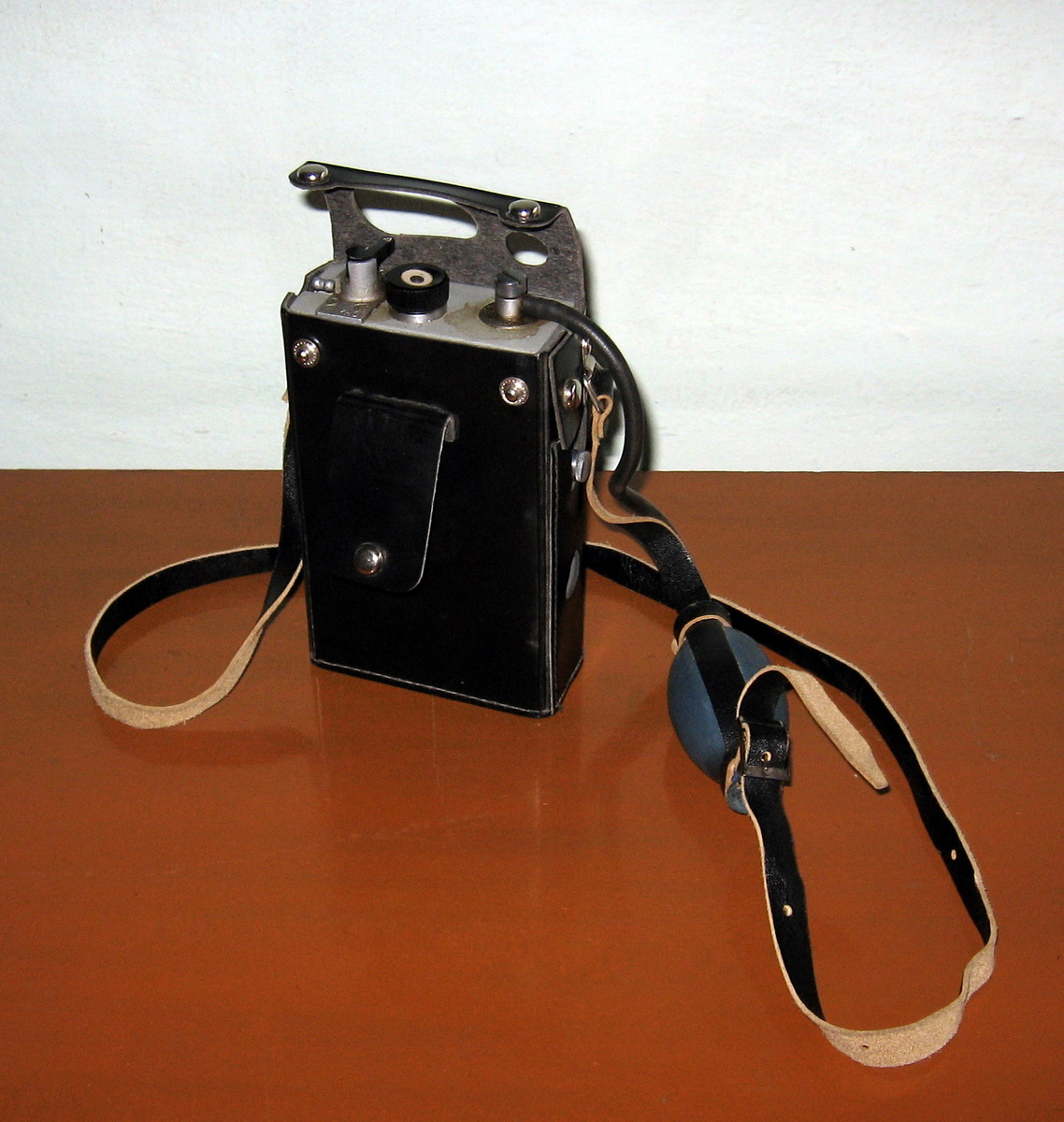
Шахтний інтерферометр ШИ-11

Переносні інтерферометричні газоаналізатори застосовують для роздільного визначення концентрації метану і вуглекислого газу безпосередньо в гірничих виробках шахт при концентрації цих газів 0-6%. За допомогою переносних газоаналізаторів експрес-методом контролюється концентрація в повітрі двоокису вуглецю, оксиду вуглецю, оксидів азоту, сірчистого газу і сірководню, а також хлору, аміаку, парів бензину, бензолу, ацетону, парів етилового ефіру, вуглеводнів нафти, толуолу, ксилолу і т. д.
На підприємствах нафтової і газової промисловості для контролю повітряного середовища на вміст горючих і токсичних домішок на робочих місцях (а також на бурових майданчиках), під час ремонтних робіт (в середині різних ємностей, апаратів) використовують переносні газоаналізатори, які ґрунтуються на термокаталітичному (ПГФ-2М1 і ін.) і калориметричному (УГ-2) принципах дії. Газоаналізатори першої групи використовують для визначення концентрації горючих газів і парів у повітрі в межах від 2,5 до 80 мг/л, в перерахунку на бензин Б-70. Прилад ПГФ-2М1 використовується в основному для встановлення ступеня вибухобезпечності горючих домішок у повітрі. Для визначення вмісту парів бензину і легких нафтопродуктів у повітрі в межах допустимих санітарних норм використовується газоаналізатор УГ-2.
Автоматичний контроль і реєстрація вмісту метану під час буріння свердловин (з використанням бурових розчинів і газоподібних агентів) здійснюються установкою АУСГ; при виникненні небезпечних концентрацій метану (в точках його відбирання на аналіз) подається світловий і звуковий сигнали.